# Keith Lawrence
Keith Lawrence (ur. 16 września 1944 w Auckland) – nowozelandzki międzynarodowy sędzia rugby union, następnie działacz sportowy. Sędziował w National Provincial Championship, a także w rozgrywkach reprezentacyjnych, w tym w Pucharze Świata.
Pracował jako nauczyciel w szkole podstawowej, był również dyrektorem Pukehina School w Te Puke oraz wizytującym nauczycielem w Taurandze.
Jego pierwszym poważnym spotkaniem był pojedynek Thames Valley z King Country w 1971 roku, zakończył karierę zaś w 1992 roku z 99 spotkaniami.
Na arenie międzynarodowej zadebiutował w 1985 roku meczem Australia–Kanada i do 1991 roku poprowadził łącznie 13 testmeczów. Sędziował m.in. w dwóch Pucharach Świata – w 1987 i 1991, a także spotkania w ramach tournée British and Irish Lions w latach 1983 i 1989.
W 1995 roku został regionalnym działaczem sędziowskim w Bay of Plenty, szefem arbitrów NZRU został zaś mianowany rok później. Na tym stanowisku spędził dwanaście lat, po czym w 2008 roku objął podobną rolę w IRB będąc odpowiedzialnym za sędziów w IRB Sevens World Series i Pucharze Narodów Pacyfiku. Na emeryturę odszedł w roku 2011. Był również członkiem władz sędziowskich SANZAR i w 1999 roku na jaw wyszły fragmenty jego korespondencji e-mailowej obrażające południowoafrykańskich partnerów, za które był zmuszony przepraszać.
W 2010 roku został oficerem Nowozelandzkiego Orderu Zasługi, a rok później został uhonorowany IRB Referee Award for Distinguished Service.
Jego syn, Bryce Lawrence, również był sędzią międzynarodowym.